# 王常 (东汉)
王常（？—36年），字顔卿。豫州颍川郡舞阳县人，新朝、东汉初期武将，东汉草創期功臣之一。最初是绿林軍部将、下江軍頭領、更始帝劉玄属下武将。

## 生平

### 绿林起义
王莽統治末期，王常为弟报仇，逃亡江夏郡。加入王匡、王鳳领导的綠林軍，为偏将。地皇三年（22年），疫病在綠林軍中传播、成丹、張卬率军去藍口聚（南郡編县），自称下江軍，王常为首领。新納言将軍庄尤（严尤）、秩宗将軍陳茂击败下江軍。下江軍在石龍山・三鍾山（南陽郡隨县）恢复勢力。王常击败上唐乡（南陽郡舂陵县）荊州牧的軍队，以宜秋聚（南陽郡平氏县）为据点。
同年末、舂陵軍劉縯（劉秀之兄）请求合军。王常说服張卬、成丹，使舂陵軍、下江軍联合。地皇四年（23年）正月、舂陵軍、下江軍在泚水击败新朝前队大夫（新制，南陽太守）甄阜、屬正（新制，都尉）梁丘賜。
綠林軍再合，王常和南陽士大夫（舂陵諸将）推举劉縯为皇帝、其他諸将推举平林軍出身的劉玄。最后劉縯为避免分裂，让位劉玄。更始元年（23年）二月，劉玄即位为更始帝，任命王常为廷尉、封知命侯。
王常跟随劉秀、王匡进攻昆陽（颍川郡）。同年六月、王常、王鳳守昆陽城。劉秀大败新朝大司空王邑、大司徒王尋率领的主力部队，即昆陽之战。更始二年（24年）二月，更始帝迁都長安，王常行南陽太守事，封邓王。食邑八县、賜劉姓。他遵守法規，在南方被称道。

### 东汉时期
建武二年（26年），王常带着妻子到洛阳见光武帝，肉袒而降。光武帝对王常到来非常高兴，任命他为左曹，封山桑侯。王常又被任命为漢忠将軍、討伐割据荊州的邓奉、董訢。平定北方的河间郡、漁陽郡。
建武五年（29年）秋，跟随光武帝讨伐蘇茂、龐萌，力战奋勇。建武六年（30年），駐屯長安防备隗囂。建武七年（31年），被任命为横野大将軍。击破隗囂属下高峻驻守的朝那（安定郡），平定隗囂軍与羌軍。建武九年（33年），平定内黄（魏郡）反乱，駐屯北方故安（涿郡），防备盧芳。
建武十二年（36年），王常在故安去世，谥節侯。子王广袭爵山桑侯，改封石城侯。永平十四年（71年），王广与楚王刘英反乱关联，国除。

## 延伸阅读
[在维基数据编辑]
 《後漢書/卷15》，出自范晔《後漢書》
 《東觀漢記》